# Острів доктора Моро (фільм, 1996)
«Острів доктора Моро» (англ. The Island of Dr. Moreau, 1996) — американський науково-фантастичний фільм жахів режисера Джона Франкенгаймера за твором «Острів доктора Моро» Герберта Велза.

## Сюжет
Троє вцілілих в авіакатастрофи чоловіків дрейфують в морі на надувному човні. В ході бійки за флягу води двоє з них гинуть, а останній, Едвард Даглас, непритомніє. Його підбирає невеликий вантажний корабель, де Едварда оглядає лікар Монтгомері. Він запевняє його, що вже недалеко острів, де можна зв'язатися з материком.
Опинившись на острові, Едвард бачить, що корабель віз тварин. Моряки наполягають, що йому доведеться затриматися тут на декілька днів. Едварда поселяють в будинку, звідки радять не виходити. Оглядаючи його, Едвард знаходить нобелівську медаль доктора Моро і знайомиться з дівчиною, котру Монтгомері називає «кішечкою». На ніч Дугласа замикають в кімнаті, але він, бажаючи дізнатись що від нього приховують, зламує замок.
Блукаючи околицями, Едвард чує крики та стає свідком пологів істоти, що нагадує водночас людину й тварину. Тікаючи, він зустрічає інших звіролюдей. Бачена раніше дівчина Айса допомагає Едварду сховатися в джунглях. Айса приводить його в поселенні звіролюдей, де знайомить з людиною-мавпою Ассасімоном. Поселенням керує людина-баран Глашатай Закону, котрий вимагає аби жителі поводилися як люди. Їм заборонено ходити на чотирьох, убивати, їсти м'ясо тощо. Час від часу в поселення приїжджає Батько, що й створив звіролюдей. Ним виявляється сам доктор Моро, котрий запрошує Едварда до свого будинку. Виявляється, всі жителі острова, в тому числі Айса — це звірі, перетворені Моро на людей. Деякі майже не відрізняються зовні від людей, решта ж мають шерсть, роги, копита тощо, або виглядають як спотворені люди. Едвард обурений експериментами доктора, втім сам Моро поводиться стримано та запрошує його на вечерю.
Моро розповідає як упродовж 17 років намагався створити досконалих людей. Прагнучи позбавити людей здатності творити зло, він прищеплював тваринам людські гени аби створити людину заново. Контролювати звіролюдей допомагають вживлені чипи, котрі дозволяють завдавати болю тим, хто порушує Закон. Моро дізнається, що людина-кіт Ло-май їв м'ясо і влаштовує над ним суд. Ло-Май нападає на Моро, проте падає через біль. Доктор пробачає Ло-Мая, та людина-собака Азазелло застрелює засудженого. Труп Ло-Мая спалюють, а його друг людина-гієна знаходить в останках чип. Намацавши такий же в себе, він вириває пристрій. Ще кілька звіролюдей виривають свої чипи та приходять у будинок доктора. Людина-гієна заявляє, що оскільки тепер немає болю, то немає і Закону. Звіролюди загризають Моро і з'їдають його. Монтгомері видає себе за Батька й очолює звіролюдей, упиваючись владою над ними.
Айса і Едвард ховаються від бунтівників, але без ін'єкцій Айса повільно перетворюється на тварину. Едвард вирушає на пошуки сироватки для неї та знаходить зразки власної крові, котру Моро використовував для зупинки перетворення своїх творінь назад на звірів. Переманивши на свій бік Азазелло, людина-гієна вбиває Монтгомері. Звіролюди вчиняють погром на острові. Азазелло вішає Айсу та відводить Едварда на суд. Там людина-гієна застрелює Азазелло та страчує звіролюдей, які досі слухаються Закону. Людина-гієна вимагає аби Едвард назвав її Богом. Той відповідає, що людина-гієна нічим не краща за будь-кого зі звіролюдей, а новим Богом повинен бути найкращий. Між звіролюдьми спалахує бійка за звання найкращого, скориставшись чим Едвард тікає.
Виживає лиш декілька звірів, які лишилися вірними Закону. Едвард будує пліт, обіцяючи повернутися й допомогти. Та Глашатай Закону говорить йому, що звірі повинні залишатися звірами, а люди — людьми. У плаванні Едвард роздумує, що люди часто схожі на звірів і це так само протиприродно, як і звіролюди.

## У ролях
- Марлон Брандо — доктор Моро
- Вел Кілмер — доктор Монтгомері
- Девід Тьюліс — Едвард Даглас
- Файруза Балк — Айса
- Даніель Рігні — гієна-свиня
- Темуера Моррісон — Азазелло
- Нельсон де ла Роса — Маяї
- Пітер Елліотт — Ассасімон
- Марк Дакаскос — Ло-Май
- Рон Перлман — представник закону
- Марко Хофшнайдер — M'Лінг
- Мігель Лопес — Вегді
- Нейл Янг — людина-кабан
- Девід Хадсон — людина-бізон
- Клер Грант — леді Фокс
- Кой — Кітті Срібна леді № 1
- Фіона Магл — Срібна Леді № 2
- Вільям Гуткінс — Кирило